# 南廣郡
南廣郡，中国古代的郡。蜀漢時分犍為、越巂2郡置，建郡9年廢。西晉永嘉五年（311年）復置。

## 蜀漢時期
三國蜀漢延熙年間（238年至257年）置南廣郡，建郡9年廢。
領縣方面，孔祥軍《三國政區地理研究》及胡阿祥《中國行政區劃通史·三國兩晉南朝卷》考証只得南廣1縣，依其地理來看，越巂郡的安上、馬湖、潛街3縣當為南廣郡所領，計為南廣（今雲南省鹽津縣）、安上（今四川省屏山縣）、馬湖（今四川省雷波縣北）、潛街（今四川省雷波縣東北）4縣。郡治當在越巂郡臨時治所安上縣。
建郡時間，當在延熙三年（240年）越巂太守張嶷平郡亂後將郡治從安上縣遷回邛都縣以後，時間應為延熙四年（241年）至延熙二十年（257年）之間。

## 西晉時期
永嘉五年（311年）再由朱提郡析置为南广郡，治所在在南广（今云南省盐津县），辖南广县（今云南省镇雄县、威信县）、临利县（彝良县）、常迁县、新兴县（今盐津县、永善县、大关县）四县，属于宁州。历经南北朝，隋朝开皇四年（584年）改南广郡为协州。

## 史料來源
1. ↑  《華陽國志》卷4〈南中志〉：「南廣郡，蜀延熙中置，以蜀郡常竺為太守。蜀朝召竺，入為侍中，巴西令狐衷代之。建郡（原作建武）九年省。」
2. ↑  《三國志》卷33〈後主傳〉：「（延熙）三年春，使越嶲太守張嶷平定越嶲郡。」；卷43〈張嶷傳〉：「初，越嶲郡自丞相亮討高定之後，叟夷數反，殺太守龔祿、焦璜，是後太守不敢之郡，只住安定縣，去郡八百餘里，其郡徒有名而已。時論欲復舊郡，除嶷為越嶲太守，嶷將所領往之郡，誘以恩信，蠻夷皆服，頗來降附。」